# Цибенко Петро Степанович
Цибенко Петро Степанович (5 червня 1949) — народний депутат України, член фракції КПУ (з 12.2012), голова Комітету з питань соціальної політики та праці (з 12.2012); член президії ЦК КПУ (з 03.1995). Голова (2009—2017 рр.) та почесний голова (з 2017 р.) ради Організації ветеранів України .
Народився 5 червня 1949 (с.Новоборовиці, Свердловський район, Луганська область); українець; дружина Надія Василівна (1951) — вчитель; дочка Ірина (1977).

## Освіта
Луганський педагогічний інститут, історичний факультет (1975), вчитель історії і суспільствознавства.

## Трудова діяльність
- 1966-1968 — токар Ростовського заводу з ремонту шляхової техніки.
- 1968-1970 — служба в армії.
- 1970-1975 — студент Луганського педагогічного інституту.
- 1975-1978 — вчитель історії і суспільствознавства Новопокровської СШ Солонянського району Дніпропетровської області.
- 1978-1982 — вчитель історії СШ № 9 міста Свердловська Луганської області.
- 1982-1991 — лектор, завідувач відділу Свердловського міськкому КПУ.
- 1991-1994 — керівник початкової військової підготовки Свердловської СШ № 7.

Секретар ЦК КПУ (березень 1995 — червень 2005).

## Депутатська діяльність
Народний депутат України 2-го скликання з 03.1994 (1-й тур) до 04.1998, Свердловський виборчій округ № 249, Луганська область, висунутий КПУ. Член Комітету з питань науки та народної освіти. член фракції комуністів. На час виборів: СШ № 7 міста Свердловська, керівник допризивної підготовки; член КПУ. 1-й тур: з'яв. 71.2 %, за 61.31 %. 13 суперн. (осн. — Клещенко В. А., н. 1959; СШ № 1, дир.; 1-й тур — 9 %).
03.1998 — кандидат в народні депутати України від КПУ, № 11 в списку.
Народний депутат України 3-го скликання 03.1998-04.2002, виборчій округ № 110, Луганська область. З'явилось 62.1 %, за 25.5 %, 13 суперників. На час виборів: народний депутат України, член КПУ. Уповноважений представник фракції КПУ (з 05.1998). Член Комітету з питань науки і освіти (07.1998-06.1999); голова Комітету в справах пенсіонерів, ветеранів та інвалідів (07.1999-02.2000), потім — член Комітету в справах пенсіонерів, ветеранів та інвалідів.
Народний депутат України 4-го скликання 04.2002-04.2006 від КПУ, № 13 в списку. На час виборів: народний депутат України, член КПУ. Уповноважений представник фракції комуністів (з 05.2002). Голова Комітету у справах, пенсіонерів, ветеранів та інвалідів (з 06.2002).
Народний депутат України 5-го скликання 04.2006-11.2007 від КПУ, № 10 в списку. На час виборів: народний депутат України, член КПУ. Член фракції КПУ (з 04.2006). Голова Комітету у справах пенсіонерів, ветеранів та інвалідів (з 07.2006).
Народний депутат України 6-го скликання 11.2007-12.2012 від КПУ, № 18 в списку. На час виборів: народний депутат України, член КПУ. Заступник голови фракції КПУ (з 11.2007). Перший заступник голови Комітету у справах пенсіонерів, ветеранів та інвалідів (з 12.2007).
10 серпня 2012 року у другому читанні проголосував за Закон України «Про засади державної мовної політики», який суперечить Конституції України, не має фінансово-економічного обґрунтування і спрямований на знищення української мови. Закон було прийнято із порушеннями регламенту.
Один із 148 депутатів Верховної Ради України, які підписали звернення до Сейму Республіки Польща з проханням визнати геноцидом поляків події на Волині 1942—1944 років.
Народний депутат України 7-го скликання з 12.2012 від КПУ, № 2 в списку. На час виборів: народний депутат України, член КПУ.

## Нагороди
- Медаль «За військову доблесть. В ознаменування 100-річчя з дня народження Володимира Ілліча Леніна».